# スヴェン3世 (デンマーク王)
スヴェン3世（デンマーク語: Sven III, 1125年 - 1157年10月23日）は、デンマーク王（在位：1146年 - 1157年）。エーリク2世の庶子。王位を巡って又従弟のクヌーズ5世と内乱を起こしたが、最終的に従弟のヴァルデマー1世に敗れて王位を奪われた。

## 生涯
1137年に父が地方貴族に殺害されると、王位は従兄のエーリク3世が継承、スヴェンはドイツへ逃れた。1146年にエーリク3世が退位するとシェラン島の有力貴族に擁立されて即位したが、クヌーズ5世もユトランド半島で即位、内戦が発生した。内戦は従弟のヴァルデマー（後のヴァルデマー1世）と手を組んだスヴェン3世が優勢で、クヌーズ5世を擁立したルンド大司教エスキルもスコーネとボーンホルム島にある土地の保有を条件に寝返り、クヌーズ5世は孤立していった。両者はヴェンド十字軍で共に参戦したが、十字軍が解散すると再度対立していった。
1150年頃にヴァルデマーをシュレースヴィヒ公に封じ、クヌーズ5世を助けていたホルシュタイン伯アドルフ2世と戦った。1150年にクヌーズ5世を追放したが翌1151年に復帰、スヴェン3世はローマ王コンラート3世の支援を求め、1152年にコンラート3世の後を継いだフリードリヒ1世に忠誠を誓い、王号を認められた。
しかし、1154年にクヌーズ5世と彼に寝返ったヴァルデマーの反撃に遭い、ドイツへ亡命、3年を過ごした。1157年にザクセン公兼バイエルン公ハインリヒ獅子公の援助でデンマークへ帰国、クヌーズ5世及びヴァルデマーと和睦、デンマークを共同統治することに決めて、スヴェン3世はスコーネを統治することに合意した。8月9日、ロスキレで祝宴を開き、そこでクヌーズ5世を殺したが、ヴァルデマーと側近のアブサロンはユトランド半島へ逃亡、軍勢を率いて反撃、10月23日にグラーテ・ヘーゼの戦いで敗れて逃亡しようとしたが、泥に馬の足を捕られて落馬、農民達に殺された。デンマークはヴァルデマー1世の単独統治となり、内乱は終結した。

## 子女
1152年、マイセン辺境伯コンラート1世の娘アデラと結婚、2人の子を儲けた。
- エーリク - 夭折
- ルートガルド - イストリア辺境伯ベルトルト1世と結婚